# Epitonium minora
Epitonium minora es una especie de molusco gasterópodo de la familia Epitoniidae. 

## Distribución geográfica
Se encuentra en aguas poco profundas en el sureste de Australia y en la Isla Norte de Nueva Zelanda.